# NGC 5053
NGC 5053 هي مجرة تتبع كوكبة الهلبة. اكتشفها ويليام هيرشل في 14 مارس 1784.

## روابط خارجية
- NGC 5053 على موقع ويكي سكاي: DSS2, SDSS, GALEX, IRAS, Hydrogen α, X-Ray, Astrophoto, Sky Map, Articles and images